# The American Adventure
Pour les articles homonymes, voir The American Adventure (homonymie).
The American Adventure est une attraction et le surnom donné au pavillon des États-Unis d'Amérique situé au World Showcase d'Epcot à Walt Disney World Resort. L'attraction consiste en une scène de spectacle présentant des personnages audio-animatronics et l'histoire des États-Unis d'Amérique.

## Le pavillon
Le pavillon est situé au sud du lagon le long de l'axe médian du parc. Le bâtiment présente une architecture de style coloniale géorgienne. Il contient une attraction sur l'histoire des États-Unis d'Amérique, The American Adventure qui est devenu l'autre nom du pavillon.
Le pavillon évoque les grands édifices publics construits à l'époque coloniale britannique avant 1775, mais être un bâtiment en particulier, nommé America's Mansion par les Imagineers. C'est un exemple d'architecture anglaise géorgienne du XVIIIe siècle sous les règnes de George Ier à George IV. Il s'inspire de l'Independence Hall de Philadelphie, du Old State House de Boston et des quartiers coloniaux de Monticello et Williamsburg mais n'est réellement la copie d'aucun. Afin d'être réaliste les 110 000 briques des façades ont été moulées avec de l'argile de Géorgie à la main et vieillies. Le bâtiment fait en réalité cinq étages mais grâce à une perspective forcée inversée, il semble n'en faire que deux et demi, par exemple les fenêtres sont plus grandes que nature, les détails des toits sont aux aussi agrandis et les lignes verticales ont été brisées au maximum.
- Liberty Inn est un restaurant accessible depuis l'extérieur du pavillon.
- Heritage Manor Gifts est une petite boutique de souvenirs au rez-de-chaussée du pavillon.

Devant le pavillon, au bord du lagon l'amphithéâtre à ciel ouvert American Gardens Theater présente des spectacles saisonniers. Il accueillit ainsi successivement Riverdance puis la troupe Lord of the Dance de 1996 à 1999.

## L'attraction
The American Adventure emmène les visiteurs dans un voyage à travers l'histoire bicentenaire des États-Unis. Elle est contée par les personnages de Benjamin Franklin et Mark Twain dans une salle en forme de théâtre ou d'auditorium. Les décors et personnages sont amenés depuis le dessous de la scène en fonction des périodes évoquées. Les personnages discutent entre eux des événements de leurs époques donnant au public la sensation de devenir leurs contemporains quelques instants.
Les périodes comprennent la guerre d'indépendance, la guerre de Sécession, l'exposition du Centenaire américain de 1876 et la Grande Dépression. La représentation se termine par un final patriotique avec des images et des musiques de différentes époques de l'histoire américaine.
La société Coca-Cola Company a stoppé son partenariat en 1998, suivi en 2002 par l'arrêt de celui d'American Express.
- Ouverture :  1er octobre 1982
- Rénovation : 1993
- Conception : WED Enterprises
- Musique : Buddy Baker[3]
- Durée :  28 min 30
- Type de salle : Théâtre
  - Scène : 130 pieds (39,624 m) x 50 pieds (15,24 m)
  - Écran : rétroprojecteur sur 155 pieds (47,244 m) × 28 pieds (8,5344 m)
  - Scène amovible :
    - Ascenseur principal : 65 pieds (19,812 m) × 35 pieds (10,668 m) pour 175 tonnes
    - Autres ascenseurs : 7
- Places assises : 1024
- Audio-animatronics : 35
- Situation : 28° 22′ 02″ N, 81° 32′ 58″ O

## Le saviez-vous?
- L'attraction était prévue dans certains concepts préliminaires juste à l'entrée du lagon, à la sortie de CommuniCore, mais afin de forcer les visiteurs à faire le tour du lagon, l'édifice a été transféré de l'autre côté[4].
- L'audio-animatronic de Benjamin Franklin est très avancé techniquement et fut le premier à monter une volée de marches[5]. Il est aussi capable de traverser une pièce pour rejoindre Thomas Jefferson écrivant à une table[6].
- Le film comprend une chanson nommée Golden Dream, écrite par Randy Bright et Robert Moline[7]